# Condors de Chicago
 (décembre 2023).
Si vous disposez d'ouvrages ou d'articles de référence ou si vous connaissez des sites web de qualité traitant du thème abordé ici, merci de compléter l'article en donnant les références utiles à sa vérifiabilité et en les liant à la section « Notes et références ».
Les Condors de Chicago (en anglais : Chicago Condors) étaient un club franchisé de américain de basket-ball féminin. La franchise, basée à Chicago, a appartenu à la American Basketball League.

## Historique
Les condors font partie (avec le Noise de Nashville) des deux franchises créées en 1998 et qui n'ont pu que disputer une douzaine de matchs, en raison de l'arrêt de la ligue le 22 décembre 1998.

## Palmarès
néant

## Entraîneurs successifs
- 1998-1999 : Jim Cleamons

## Joueuses célèbres ou marquantes
- Yolanda Griffith